# Blaubart

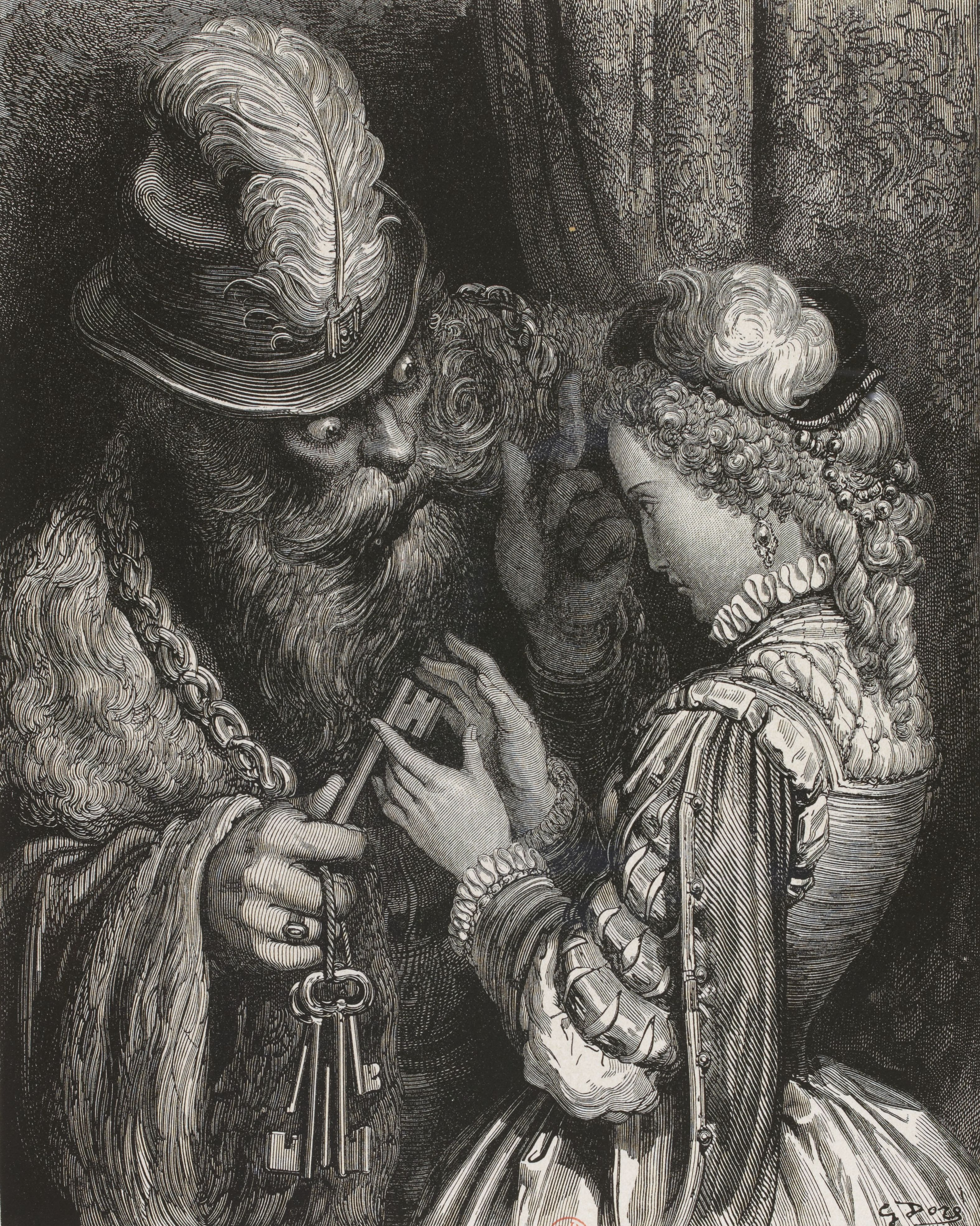
Blaubart überreicht den Schlüssel
(Holzstich von Gustave Doré aus dem Buch Les Contes de Perrault, dessins par Gustave Doré, 1862)

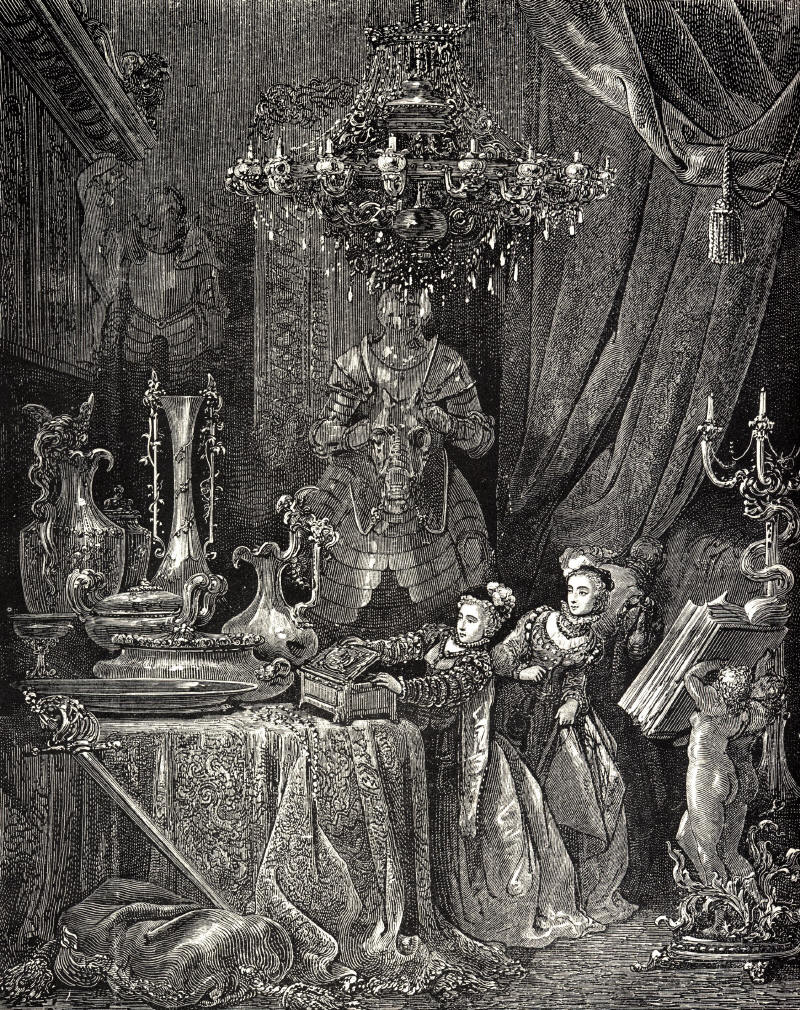
Bestaunen der Kostbarkeiten
(Les Contes de Perrault, dessins par Gustave Doré)

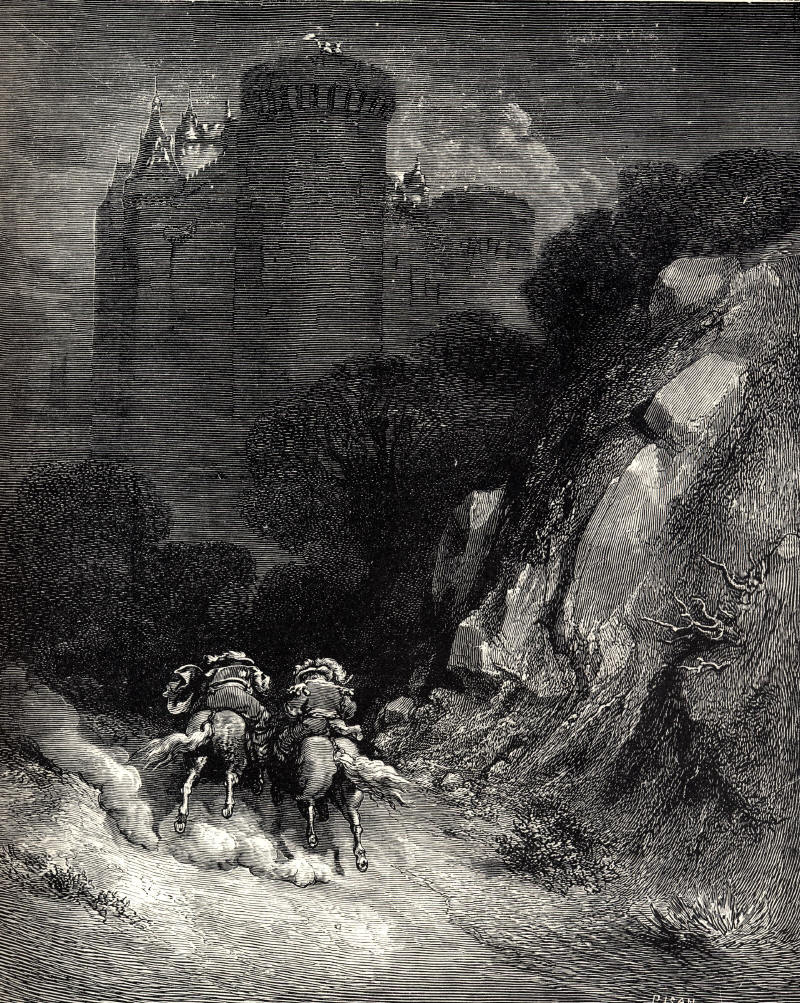
Die Brüder eilen zur Rettung
(Les Contes de Perrault, dessins par Gustave Doré)

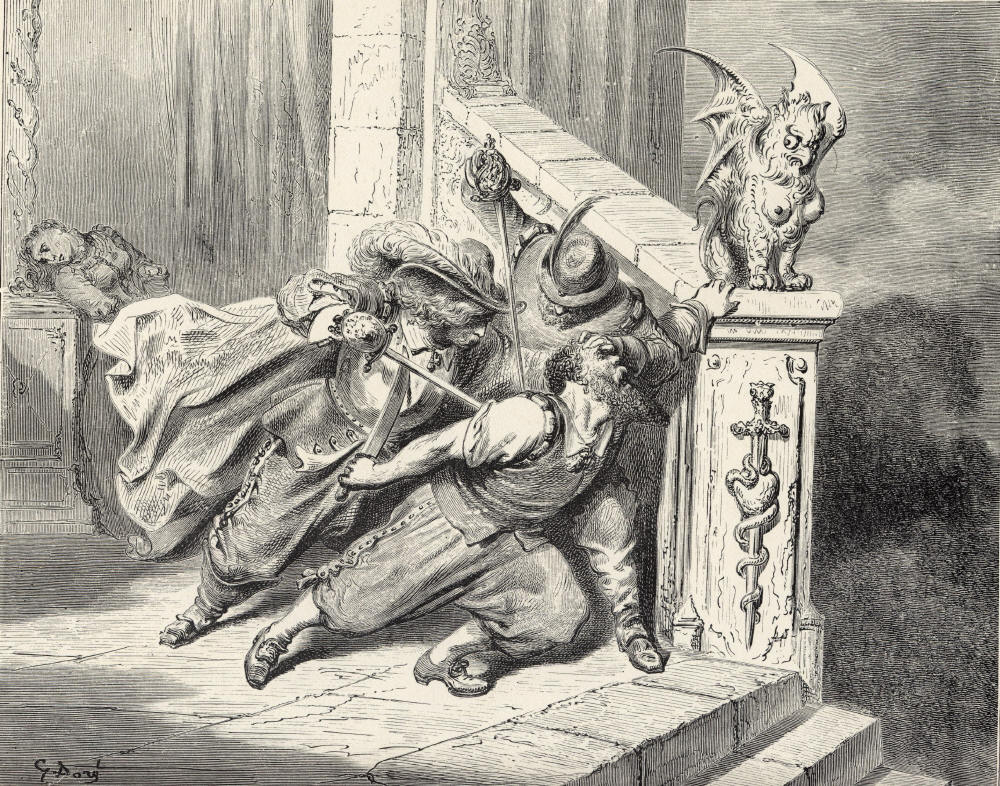
Blaubarts Tod
(Les Contes de Perrault, dessins par Gustave Doré)

Blaubart, auch Der Blaubart (französisches Original: La barbe bleue), ist ein Märchen (ATU 312). Es steht in Charles Perraults Histoires ou contes du temps passé, avec des moralités: contes de ma Mère l’Oye (dt.: ‚Geschichten oder Märchen aus vergangener Zeit einschließlich Moral: Märchen meiner Mutter Gans‘) ab 1697. Durch mündliche Weitergabe über Familie Hassenpflug kam es als Blaubart in die Kinder- und Hausmärchen der Brüder Grimm, allerdings nur in die 1. Auflage von 1812, an Stelle 62 (KHM 62a). Ludwig Bechstein übernahm es als Das Märchen vom Ritter Blaubart in sein Deutsches Märchenbuch (Nr. 70, 1845 Nr. 79), Ernst Heinrich Meier als König Blaubart in Deutsche Volksmärchen aus Schwaben (Nr. 38). Der Stoff um den frauenmordenden Blaubart wurde auch für andere Erzählungen, Dramen, Filme, Opern und Illustrationen adaptiert und weiterverarbeitet. Perrault selbst griff in seiner Geschichte wiederum diverse Motive aus volkstümlichen Erzählungen, Legenden und Balladen auf.
Die Erzählung ist auch heute noch so populär, dass in den Medien die Bezeichnung Blaubart für Frauenmörder wie etwa Fritz Honka oder Arwed Imiela verwendet wurde.

## Inhalt
Ein reicher Mann mit allerlei Besitztümern in Stadt und Land würde gerne eine der beiden bezaubernden Töchter einer Nachbarin aus gutem Stande zur Frau nehmen. Er überlässt es der Frau und deren Töchtern, welche ihn ehelichen soll, doch keine der beiden möchte ihn heiraten, da sie seinen blauen Bart so hässlich finden. Außerdem ist es ihnen unheimlich, dass niemand weiß, was mit seinen vorherigen Ehefrauen geschehen ist. Nachdem er die Mutter, deren Töchter und Freunde jedoch aufs Land zu rauschenden Festen und allerlei Unterhaltung eingeladen hat, entschließt sich die jüngere Tochter, Blaubart zu heiraten, da sein Bart doch im Grunde nicht ganz so blau und er ein sehr anständiger Mann sei.
Bald nach der Hochzeit teilt Blaubart seiner jungen Frau mit, dass er für sechs Wochen in wichtigen Angelegenheiten aufs Land fahren müsse. Er überreicht ihr einen Schlüsselbund und sagt ihr, sie könne sich im Haus frei bewegen und solle sich während seiner Abwesenheit ruhig amüsieren. Auf gar keinen Fall dürfe sie jedoch einen bestimmten kleinen Schlüssel verwenden und damit die zugehörige Kammer im Erdgeschoss aufschließen, sofern sie sich nicht seinem allerschrecklichsten Zorn aussetzen wolle.
Kaum ist Blaubart abgereist, eilen die Freunde der Ehefrau zu Blaubarts Haus, bestaunen die diversen Kostbarkeiten in den verschiedenen Räumen und beneiden die junge Frau. Diese ist jedoch zu unruhig, um sich über die Komplimente zu freuen, und hastet heimlich und von Neugier getrieben so schnell die Treppe zu der kleinen Kammer hinab, dass sie sich fast den Hals bricht. Sie zögert zwar noch kurz, ob sie das Verbot nicht lieber achten und Blaubarts Zorn nicht provozieren soll, schließt dann aber zitternd die Tür auf. In der Kammer findet sie Blaubarts frühere Frauen ermordet vor. Entsetzt lässt sie den Schlüssel in eine Blutlache fallen, hebt ihn auf und verschließt die Kammer wieder. Ihre Versuche, den Schlüssel von den Blutflecken zu reinigen, scheitern, weil es ein verzauberter Schlüssel ist.
Blaubart kehrt unerwartet schnell zurück, da man ihm in einem Brief mitgeteilt habe, dass die Reise nicht mehr nötig sei, und bemerkt aufgrund der Blutspuren am Schlüssel sofort die Missachtung seines Verbots. Er wird sehr zornig und verurteilt seine Frau zum sofortigen Tod, auf dass sie den Leichen in der Kammer Gesellschaft leisten könne. Es gelingt der Frau, Zeit zu gewinnen und ihre Schwester Anne auf den Turm zu schicken, damit sie dort ihren beiden Brüdern Zeichen gebe sich zu beeilen, sobald sie zu ihrem angekündigten Besuch angeritten kämen.
Im allerletzten Moment, bevor Blaubart seine Frau mit einem Messer köpfen kann, erscheinen die bewaffneten Brüder und töten Blaubart. Die junge Witwe erbt alle Reichtümer Blaubarts, verschafft ihren Brüdern damit Offizierspatente, verhilft ihrer Schwester zur Ehe mit einem lange geliebten Mann und heiratet selbst glücklich einen ehrenwerten Mann, so dass sie Blaubart bald vergessen hat.
Perrault beendet sein Märchen mit zwei Moral-Versen und brandmarkt darin die Neugier der Frauen sowie die Schwäche männlicher Pantoffelhelden zu seiner Zeit:
Moral

Die Neugier, trotz all ihrer Reize,

kostet oft reichlich Reue;

Jeden Tag sieht man tausend Beispiele dafür geschehen.

Das ist, wenn es den Frauen auch gefällt, ein ziemlich flüchtiges Vergnügen,

sobald man ihm nachgibt, schwindet es schon,

und immer kostet es zu viel.

Andere Moral

Wenn man auch noch so wenig Scharfsinn hätte,

und verstünde kaum das Zauberbuch der Welt,

man sähe rasch, dass diese Geschichte,

ein Märchen aus vergangener Zeit ist.

Es gibt keine so schrecklichen Gatten mehr,

und keinen, der das Unmögliche verlangt,

wenn er unzufrieden oder eifersüchtig ist.

Bei seiner Frau sieht man ihn Schmeichelreden führen,

und welche Farbe sein Bart auch haben mag,

man kann kaum erkennen, wer von beiden der Herr ist.

## Herkunft

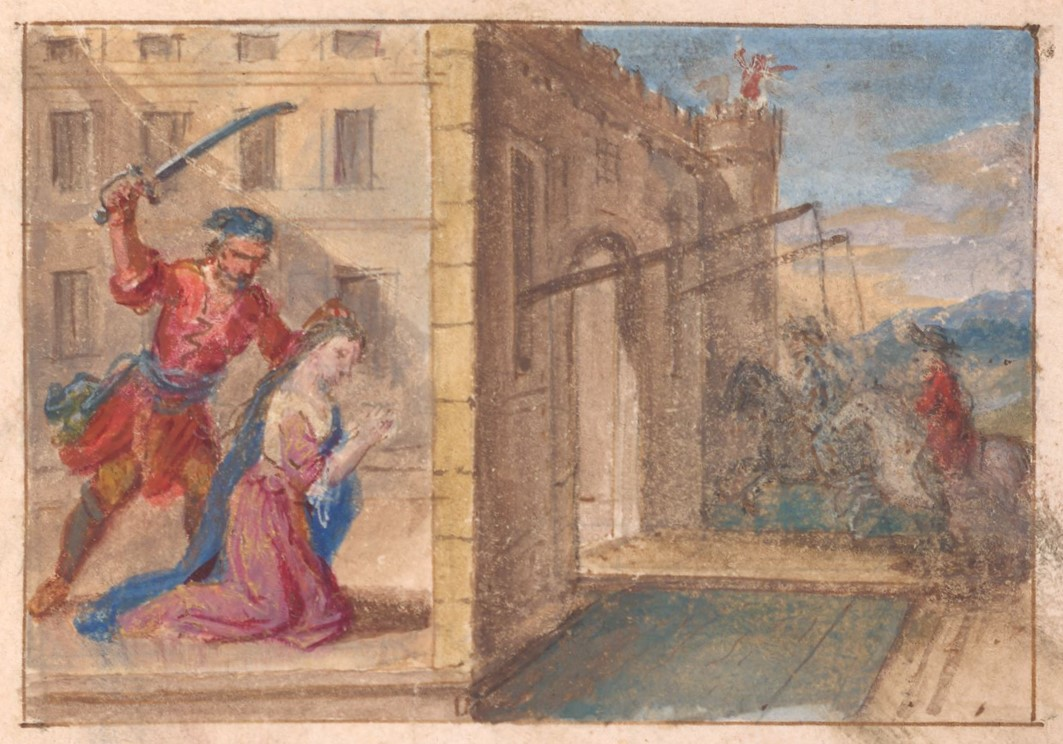
Unbekannter Künstler

Hans-Jörg Uther zufolge erfand Perrault das Märchen, kannte vielleicht Balladen von Mördern wie Ulinger, Halewijn oder Rullemann, den sein letztes Opfer ersticht, erzählt dabei vor der Kulisse höfischen Lebens und nach dem Vorbild höfisch-heldischer Romane. Anstelle seiner Schilderung luxuriösen Hoflebens tritt bei Grimm der Kontrast von Arm und Reich. Blaubart fungiert analog einem Jenseitswesen des Märchens, in dem die Frau natürlich gerettet wird. In damaliger Jugendliteratur muss sie für ihre Neugier büßen. Wilhelm Grimm nutzte nach Ausscheiden des Blaubart-Märchens einiges davon für KHM 40 Der Räuberbräutigam und KHM 46 Fitchers Vogel.

## Andere Versionen

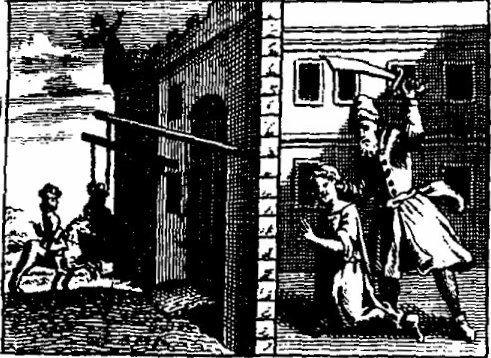
Illustration, 1729

Die Geschichte gelangte in einer von Perrault abweichenden Version auch in die 1. Auflage von Grimms Kinder- und Hausmärchen (Blaubart, 1812). In den späteren Auflagen ist sie nicht mehr enthalten. Vergleichbare Märchen aus Grimms Sammlung sind vor allem Fitchers Vogel und Das Mordschloß, ferner auch Der Räuberbräutigam. Das Motiv der verbotenen Tür gibt es auch in Marienkind.
Daneben existieren viele weitere Versionen. Die verschiedenen Fassungen des Märchens variieren den Stand des Mannes (reicher Bürger, Ritter, Sultan, König), die Zahl der früheren Frauen (sechs, sieben, großer Harem) und die Art der Strafe (Blaubart hat alle Frauen getötet oder hält sie nur gefangen). Während Blaubart meist getötet wird, kommt er in Peter Rühmkorfs Blaubarts letzte Reise (1983) mit einem grauen Bart davon.

## BechsteinsMärchen vom Ritter Blaubart

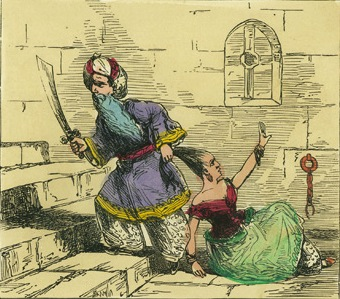
Illustration, 1889

Ludwig Bechsteins Fassung vereinfacht und verkürzt Perraults Schilderungen. Statt auf eins seiner Landhäuser lädt Blaubart eben auf sein Schloss, ihre Schwester selbst besucht die Frau und drängt sie zum Öffnen der Kammer. Bechstein verspürte möglicherweise wenig Enthusiasmus bei der eher einfallslosen Übernahme des französischen Märchens: „Vom Tod geschüttelt, wichen jetzt die Frauen und ihre Schwester (gemeint: die Frau und ihre Schwester) zurück.“ Er urteilte, es sei verbreitet, doch wohl nur aus Büchern. Laut Hans-Jörg Uther war seine Quelle Perraults Blaubart in Friedrich Justin Bertuchs Die blaue Bibliothek aller Nationen I, 1790. Zum selben Märchentyp gehört bei Bechstein Die schöne junge Braut, vgl. auch Die drei Bräute und Das goldene Ei.
Ernst Heinrich Meier nahm eine Variante in die Sammlung Deutsche Volksmärchen aus Schwaben auf (1852).
Vgl. das Motiv der verbotenen Tür in Giambattista Basiles Pentameron II,8 Die kleine Sklavin, IV,6 Die drei Kronen.

## Lesarten und Deutungsansätze
Für die Psychoanalytikerin Verena Kast zeigt das Märchen einen Weg aus der Opferrolle auf. Der Gegenentwurf zum Opfer und Blaubart-Spiel ist für Kast der Gestalter, der sich weder dem Täter unterwirft, noch mit ihm kämpft, sondern sich Hilfe von außen holt. Der Gestalter hat guten Kontakt zu sich selbst, versucht sich nicht durch Größenideen oder vermeintlicher Grandiosität aufzuwerten und geht entspannt mit Widerständen um. Kast formuliert es so: „Statt sich zu bemitleiden, wäre es wichtig, in einer so schwierigen, beschämenden Situation mit sich selbst empathisch zu sein. Mitgefühl mit sich selbst zu entwickeln, sich die ganze Misere dieser Situation ohne Selbstvorwürfe einzugestehen. Dann würden vielleicht Ideen auftauchen, wie man sich aus dieser Opferposition herausbewegen kann.“

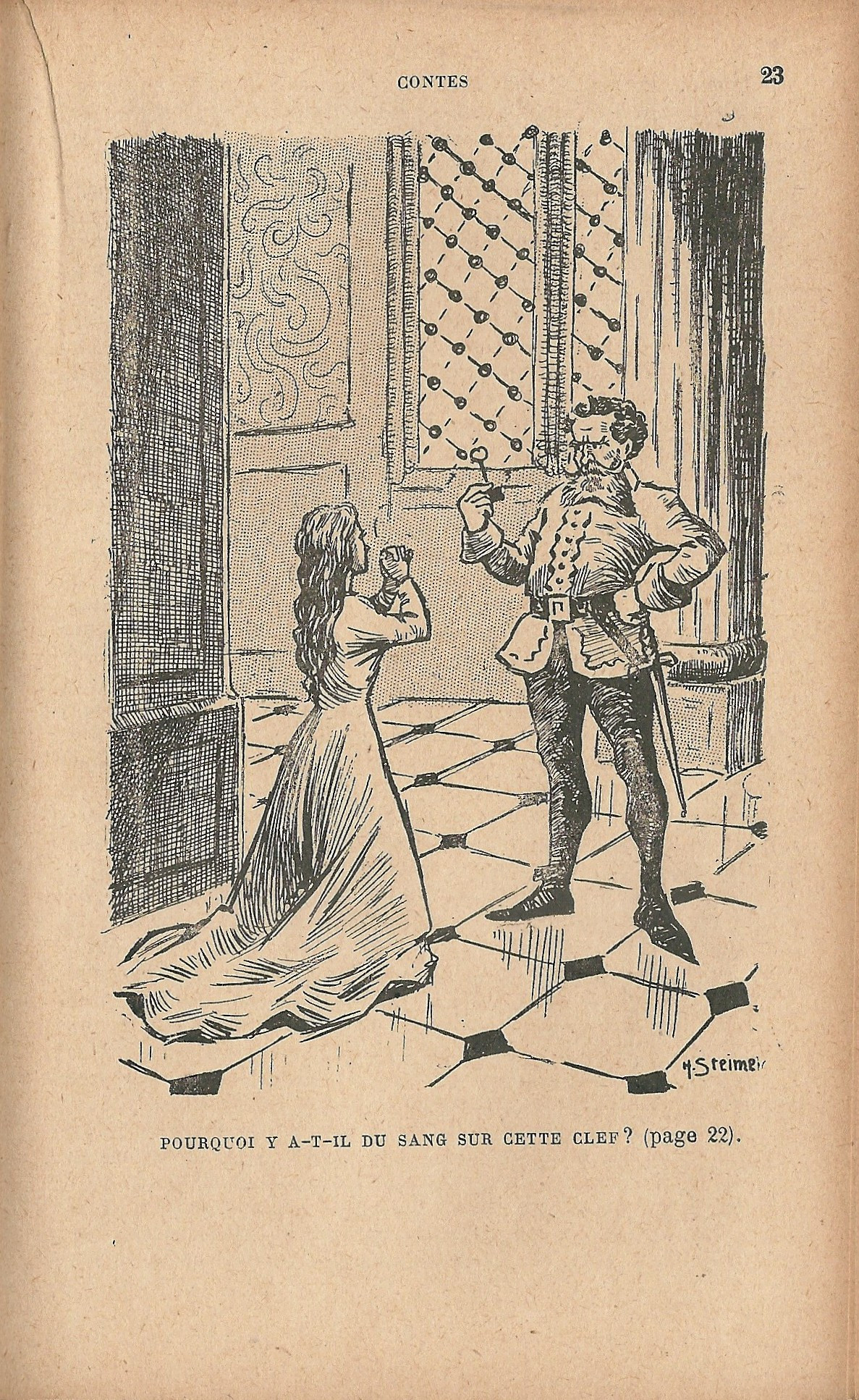
Illustration, 1904

Das Märchen ist eine jüngere Fassung von Drachen-Mythen: Der Drache fordert eine Jungfrau und tötet sie, wenn er nicht von einem Ritter getötet wird (s. Drachentöter).
Als historisches Vorbild für Blaubart gilt Gilles de Rais, Marschall von Frankreich und Mitkämpfer der Jeanne d’Arc. Er war ein berüchtigter Sadist und Knabenmörder des 15. Jahrhunderts.
Der blaue Bart deutet an, dass der Protagonist kein gewöhnlicher Mann ist. Dies kann als Hinweis auf eine sexuelle Problematik gedeutet werden, da der Bart ein spezifisch männliches Attribut ist.
Laut Bruno Bettelheim beruht die Faszination Blaubarts für ein Kind auf der Bestätigung seiner Ahnung, dass die Erwachsenen schreckliche sexuelle Geheimnisse haben. Das unabwaschbare Blut am Schlüssel bedeute, dass die Frau untreu war, und ein Eifersüchtiger kann meinen, das verdiene den Tod. Bettelheim vergleicht das Märchen mit Mr. Fox.
Helmut Barz zufolge zeigt der erste Satz in Grimms Text schon die patriarchale Grundkonstellation offenbar ohne nennenswertes weibliches Vorbild für die einzige Tochter. Sie vermag so ihrem spontan richtigen Gespür nicht zu folgen. Das Blau weist (am ehesten) auf etwas kaltes, hartes, geheimnisvoll unheimliches. „… und sie wären rechts glücklich gewesen“ bezeichnet eine übliche Ehe, in der er nur männlich und sie nicht weiblich sein kann. Die verbotene Kammer ist das Unbewusste, das Aufschließen vieler Kammern zunehmende Bewusstwerdung, der als Verbot maskierten Einladung zum tieferen Blick in die Männerwelt folgt erschreckter Rückfall in die Verdrängung. Die Gehorsamsprobe zeigt, dass er bei all seinen Projektionen doch Erlösung sucht, was aber weibliche Identität bei ihm erfordert und das Märchen noch gar nicht darstellen konnte. Ihr Treppenstieg und Gebet meint steigende Bewusstheit und Hinwendung zum Unbewussten, Blaubart sieht rot, das Messerwetzen mehr als der blutige Schlüssel nun brutal sexuell konnotiert. Auch die Nothelfer entstammen denn ihrer männlichen Seite, die ihr vertraut, doch auch wieder undifferenziert, unreif gezeichnet ist.

## Bearbeitungen

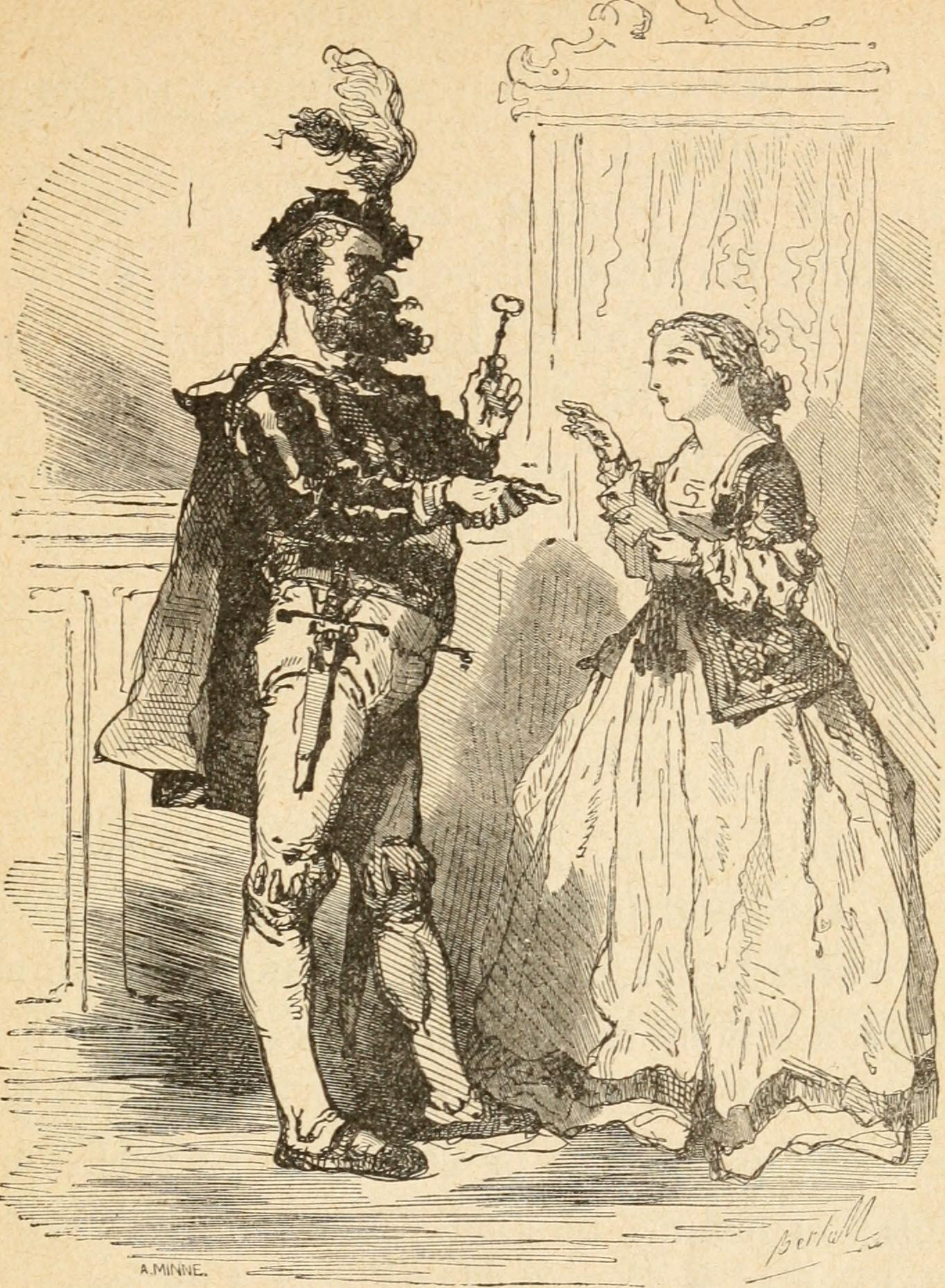
Illustration, 1908

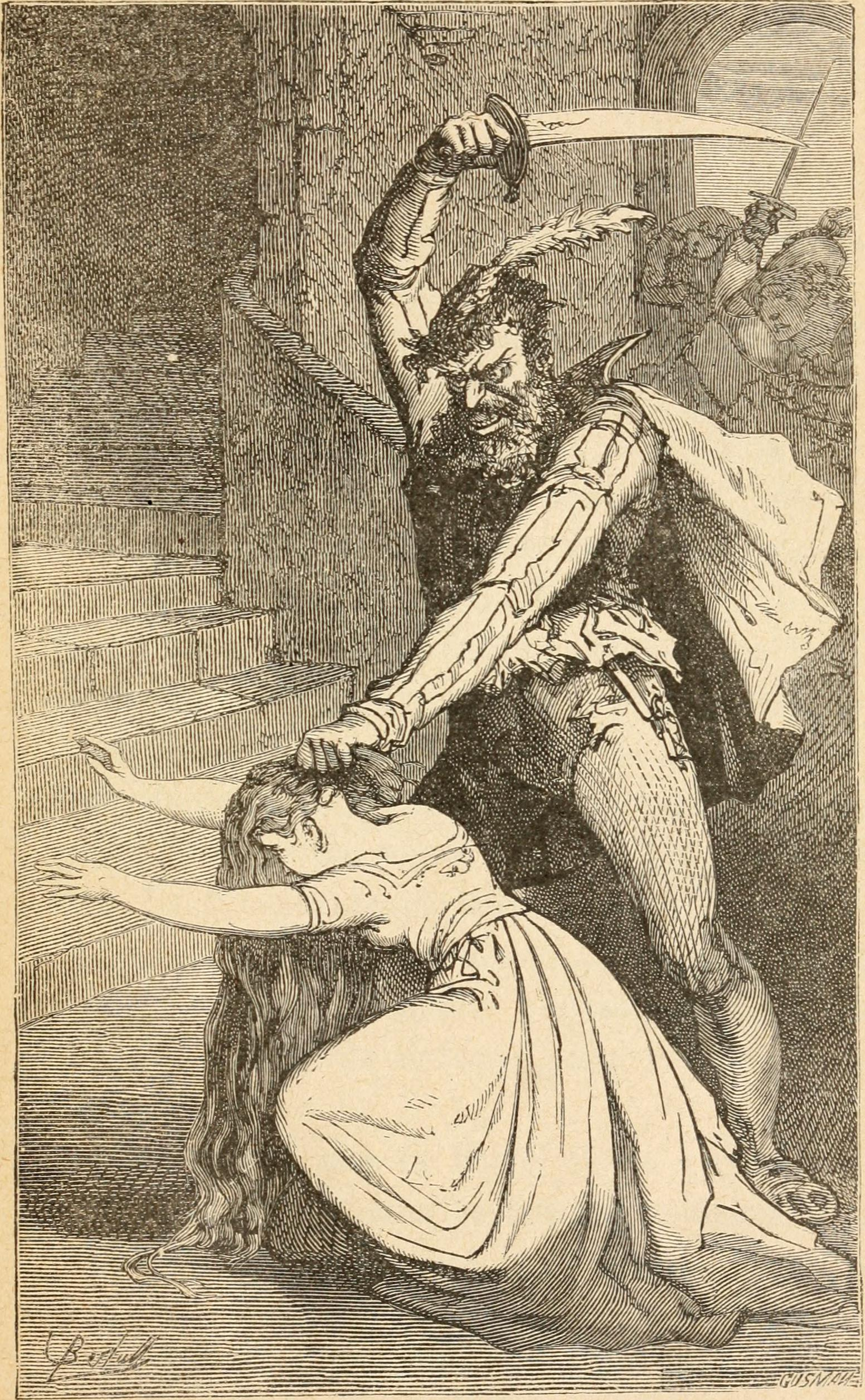
Illustration, 1908

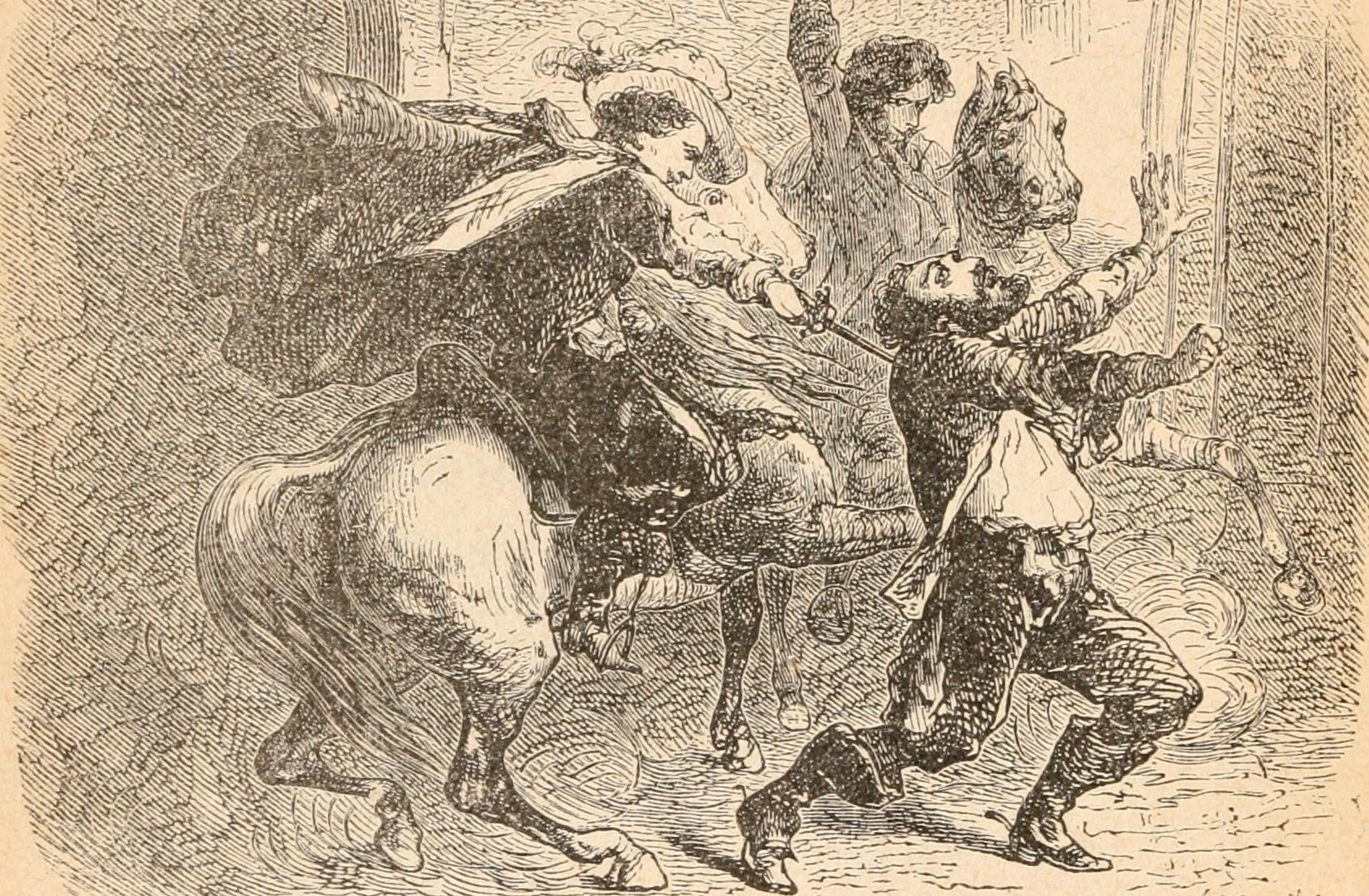
Illustration, 1908

Alexander von Ungern-Sternberg erzählt das Märchen mit Scherzreimen, Suse „etwas konfuse“ befreit ihre sieben Schwestern, ihr Glöckchen alarmiert den Vater (1850). Angela Carter erzählt Blaubarts Zimmer der Moderne angepasst aus Sicht der 17-Jährigen, die in dem fremden Schloss keine Verbündeten hat, nur den neu angestellten, blinden Klavierstimmer, am Ende rettet sie ihre Mutter. In Janoschs Parodie wird Blaubart von allen Frauen nur ausgelacht, bis sein Bart weiß geworden ist, da nimmt ihn eine Bettlerin und erbt sein Land. In Margaret Atwoods Kurzgeschichte Bluebeard’s Egg bearbeitet die Frau das Märchen im Literaturseminar und merkt zu spät, dass ihr scheinbar so einfältiger Mann sie abservieren wird. In Gregory Frosts Roman Fitcher’s Brides geraten Vater und Töchter im Amerika des 19. Jahrhunderts in den Sog eines charismatischen Endzeitpredigers, der sie mit ins Jenseits nehmen will. Nina Kiriki Hoffmans Chambers of the Heart erzählt das Märchen recht originalgetreu nach. Judith Kuckarts kurze Parodie überträgt die Handlung in die Gegenwart, mit Cabrio und einsamer Villensiedlung. Amélie Nothombs urbaner Blaubart lässt die Frauen erfrieren. In Alethea Kontis’ Kurzgeschichte putzt sie das Blut seiner okkulten Rituale weg und verliebt sich in ihn. Auch in Kaori Yukis Manga Ludwig Revolution ist er ein armer Kerl. Auch in Fables kommt Blaubart vor.
Max Frischs Erzählung Blaubart (1982) hat kaum Bezug zum Märchen. Margaret Mahys Jugendbuch Die andere Seite des Schweigens benutzt das Motiv der verbotenen Tür unter Bezugnahme auf Blaubart. Cornelia Funkes Romanreihe Reckless nimmt in unterschiedlicher Deutlichkeit Bezug zu bekannten Märchen und Sagen, welche Teil der im Romanreihe beschriebenen Spiegelwelt sind. So auch zum Märchen Blaubart. Blaubart ist jedoch in der Buchreihe keine Person, sondern eher eine Gattungsbezeichnung wie z. B. Vampire, denen es danach dürstet, Mädchen zu verführen und zu Tode zu foltern, um aus der Angst der Opfer einen Trank zu gewinnen, der sie ernährt und ein langes Leben ermöglicht. Viele Aspekte des Märchens, wie der blaue Bart, der Schlüsselbund und die Kammer mit den toten Mädchen sind ebenfalls angedeutet.
- Friedrich der Große: La Barbe Bleu (1779). Deutsche Ausgabe: Das Buch Blaubart. Eine Satire. (1787)
- Ludwig Tieck: Ritter Blaubart. Ein Ammenmärchen … (1797)
- Ludwig Tieck: Die sieben Weiber des Blaubart. Eine wahre Familiengeschichte (1797)
- Ludwig Tieck: Der Blaubart. Drama in fünf Akten (1812)
- E. Marlitt: Blaubart (1866)
- Henri de Régnier: Blaubarts sechste Hochzeit (1892)
- Maurice Maeterlinck: Blaubart und Ariane oder die vergebliche Befreiung (1899)
- Anatole France: Blaubarts sieben Frauen (1909)
- Alfred Döblin: Der Ritter Blaubart (1911)
- Reinhard Koester: Ritter Blaubart; Gedicht (1911)
- Louis Couperus: Blaubarts Tochter (1915)
- Peter Rühmkorf: Blaubarts letzte Reise. Märchen (1983)
- Martin Mosebach: Blaubart. Drama giocoso. (1985)
- Kurt Vonnegut: Blaubart. Roman (1989)
- Karin Struck: Blaubarts Schatten. Roman (1991)

Eine Abhandlung von George Steiner über Schattenseiten alten europäischen Lebensgefühls trägt den Titel In Blaubarts Burg.

## Oper
- Raoul Barbe-bleue, Opéra-comique von André-Ernest-Modeste Grétry, UA 1789
- Blaubart (Barbe-Bleue), opéra-bouffe in drei Akten von Jacques Offenbach, UA 1866
- Ariane et Barbe-Bleue, Oper von Paul Dukas nach Maurice Maeterlinck, UA 1907
- Herzog Blaubarts Burg, Oper von Béla Bartók mit einem Libretto von Béla Balázs, UA 1918
- Ritter Blaubart, Märchenoper von Emil Nikolaus von Reznicek nach einem Libretto von Herbert Eulenberg, UA 1920
- Schauspielmusik zu „Ritter Blaubart“ nach Ludwig Tieck von Hugo Distler
- Le véridique Procès de Barbe-Bleue von L. Pelland (1958)
- Blaubart, Kammeroper von Franz Hummel mit einem Libretto von Susan Oswell nach Texten von Sigmund Freud und Georg Trakl, UA 1984

## Tanztheater
- Blaubart, Choreografie von Auguste Vestris (1824)
- Blaubart, Ballett von Georges Jacobi, Choreografie von C. Coppi (London, 1895)
- Blaubart, Ballett von Pjotr Schenk, Choreografie von Marius Petipa (St. Petersburg, 1896)
- Blaubart, Ballett-Theater von Jacques Offenbach und Antal Doráti, Choreografie von Michel Fokine (Mexiko-Stadt, 1941)
- Blaubarts Traum, Ballett von Harald Sæverud, Choreografie von Yvonne Georgi (Hannover, 1961)
- Blaubart – Beim Anhören einer Tonbandaufnahme von Béla Bartóks Oper „Herzogs Blaubarts Burg“ – Szenen von Pina Bausch (Wuppertal, 1977)
- Blaubarts Geheimnis. Ballett von Stephan Thoss. Uraufführung: Hessisches Staatstheater Wiesbaden, 12. Februar 2011

## Theater
- Blaubart – Hoffnung der Frauen von Dea Loher; Uraufführung: Bayrisches Staatsschauspiel, München 1997
- Blaubart – Ein Puppenspiel (Nur als Fragment erhalten) von Georg Trakl

## Musik
- H. C. Artmann nahm sich für die von Helmut Qualtinger gesungenen Gedichte Der Blaubart und Der Ringelspielbesitzer auf dem Album Schwarze Lieder dieses Märchen als Vorbild.
- Bluebeard von der Band Combustible Edison (Album Schizophonic!), 1996
- Sieben von Subway to Sally (Album Nord Nord Ost), 2005
- Tritt ein von Saltatio Mortis (Album Des Königs Henker), 2005
- Go Long von Joanna Newsom (Album Have One On Me), 2010
- La Barbe Bleue von Thomas Fersen (Album Je suis au paradis), 2011
- Mrs Bluebeard von They Might Be Giants (Album I Like Fun), 2018

## Computerspiele
- Bluebeard's Bride
- Bluebeard's Castle, PC/Mac (2011)
- Dark Romance: Curse of Bluebeard, PC/Mac (2016)
- Bluebeard's Castle: Son of the Heartless, PC (2016)
- The Dead in my Living Room, Game-Boy-/Browser-Spiel (2021) (verwendet Motive des Märchens)

## Film und Fernsehen
- Barbe-bleue (dt. Titel: Blaubart) – Film, Frankreich 1901, Regie: Georges Méliès
- Madame Blaubart – Kurzfilm, 1919, mit Julius Strobl, Ida Russka, Regie: Alexander Zsigmond
- Bluebeard's Eighth Wife (dt. Titel: Blaubarts achte Frau) – Film, USA 1938, Regie: Ernst Lubitsch
- Bluebeard (dt. Titel: Blaubart) – Spielfilm, USA 1944, Regie: Edgar G. Ulmer, s/w, 72 min.[21]
- Blaubart – Film, Deutschland/Frankreich/Schweiz 1951, Regie: Christian-Jaque
- Barbe bleu (dt. Titel: Blaubart) – Film, Italien/Frankreich 1972, Regie: Edward Dmytryk
- Ritter Blaubart – Studioaufzeichnung der DEFA von 1973 zur Operette Blaubart
- Blaubart – Spielfilm, BRD/Schweiz 1983/84, Regie: Krzysztof Zanussi
- Gurimu Meisaku Gekijō (dt. Titel: Grimms Märchen), Folge 16: Blaubart – Zeichentrickserie, Japan 1987
- The Piano (dt. Titel: Das Piano) – Filmdrama, Frankreich, Australien, Neuseeland 1993, Regie: Jane Campion (verwendet Motive des Märchens)
- Der Blaubart von Fehmarn – Folge IV/17 der Serie Die großen Kriminalfälle, über Arwed Imiela, Deutschland 2004
- Barbe Bleue (dt. Titel: Blaubarts jüngste Frau) – Fantasy-Filmdrama, Frankreich 2009, Regie: Catherine Breillat
- Fate/Zero (dt. Titel: Fate/Zero) – Anime, Japan 2012
- Strong Girl Bong-soon (dt. Titel: Strong Woman Do Bong Soon), Südkorea 2017
- Blaubart – Kurzfilm von Andreas Schlicht, 2018, 15 min.
- Blaubarts Geheimnis – Folge VI der Serie (dt. Titel: It’s Okay to Not Be Okay), Südkorea 2020